# Акира Китагучи
Акира Китагучи (јап. 北口 晃; Осака, 8. март 1935) бивши је јапански фудбалер.

## Каријера
Током каријере је играо за Мицубиши.

## Репрезентација
За репрезентацију Јапана дебитовао је 1958. године. Учествовао је и на олимпијским играма 1956. За тај тим је одиграо 10 утакмица и постигао 1 гол.

## Статистика
| Јапан  | Јапан   | Јапан  |
| Година | Наступи | Голови |
| ------ | ------- | ------ |
| 1958.  | 3       | 1      |
| 1959.  | 7       | 0      |
| Укупно | 10      | 1      |